# Oskar Rozenberg Hallberg
Oskar Fritiof Bruno Rozenberg Hallberg, född 11 november 1996 i Sankt Pauli församling i Malmö, är en svensk skateboardåkare. Han ingick i den svenska truppen till Olympiska sommarspelen 2021 i Tokyo.